# Gotha T57
Gotha T57 – typ silnikowych wagonów tramwajowych, wytwarzanych dawniej w fabryce VEB Waggonbau Gotha na potrzeby eksploatacji w sieciach tramwajowych Niemieckiej Republiki Demokratycznej.

## Historia
Wagony tramwajowe typu T57 (T - Triebwagen (silnikowe), rok produkcji 1957) eksploatowane były w wielu miastach byłego NRD. Wozy wytwarzano w dwóch odmianach: standardowej, dwukierunkowej oraz specjalnej, jednokierunkowej. Przynależnym typowi T57 wagonem doczepnym jest B57. W Dreźnie tramwaje tego typu otrzymały własne oznaczenia: ET57 dla wagonów silnikowych oraz EB57 dla doczep. Niektórym berlińskim wagonom silnikowym nadano oznaczenie TFB7, natomiast doczepne oznaczono jako BF57.
W 1958 r. dostarczono serię dwóch wagonów dla kolei wąskotorowej Klingenthal–Sachsenberg-Georgenthal, oznaczonych jako ET 198 05 oraz 06. Tramwaje te odróżniały się od standardowej odmiany zainstalowanym w miejscu tradycyjnego dzwonka buczkiem sygnalizacyjnym. Oprócz dwóch wagonów silnikowych zakupiono również dwie doczepy. Po zlikwidowaniu tej linii kolejowej w 1964 r. wozy przewieziono do Plauen.

## Produkowane odmiany
Dla Erfurtu oraz Halle (Saale) dostarczono zamiast standardowych, dwukierunkowych tramwajów odmianę jednokierunkową. Posiadała ona po lewej stronie pudła duże okna w miejscu drzwi. Ponadto zmodyfikowano układ siedzeń. W wagonach dla Erfurtu zainstalowano pojedyncze rzędy siedzeń, natomiast dla Halle podwójne. Podstawową konfiguracją było zainstalowanie po lewej stronie jednego rzędu siedzeń, z kolei po prawej dwóch rzędów. Przedsiębiorstwo komunikacyjne z Lipska posiadało jednokierunkowe wagony doczepne, w których, podobnie jak w tramwajach z Erfurtu oraz Saale, zamiast dodatkowych par drzwi zainstalowano okna.
W ukraińskiej Eupatorii część doczep przebudowano na wagony silnikowe poprzez montaż kabiny motorniczego i układu sterowania.

## Zmiany w okresie produkcji
- Od 1959 r. zaprzestano montażu listew ozdobnych obok kasety na numer linii.
- Od połowy 1959 r. elementy drewniane wewnątrz zaczęto malować jasną bejcą.
- Od połowy 1959 r. rozpoczęto montaż całkowicie metalowych dachów. Oprócz tego zrezygnowano z drewnianych ram okiennych na rzecz metalowych.
- Od końca 1960 r. w miejsce odsuwanych okien montowano okna uchylne.